# Myristica tenuivenia
Myristica tenuivenia är en tvåhjärtbladig växtart. Myristica tenuivenia ingår i släktet Myristica och familjen Myristicaceae.

## Underarter
Arten delas in i följande underarter:
- M. t. lignosa
- M. t. tenuivenia